# Svenska legationen i Budapest

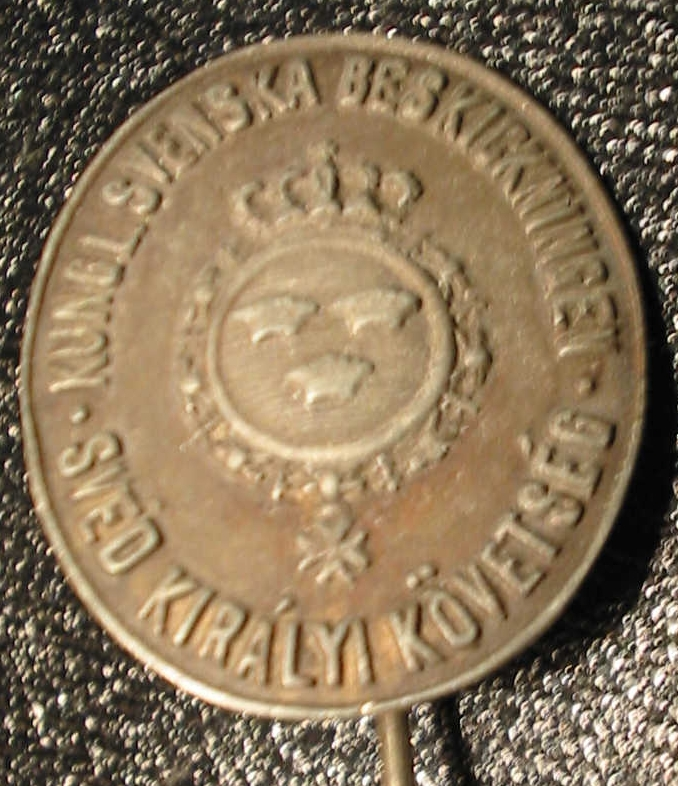
Svenska legationens i Budapest skylt, 1944

Svenska legationen i Budapest var under senare delen av andra världskriget ett centrum för aktioner för att rädda judar undan förintelsen i Ungern.
Legationen leddes 1942–1943 av ministern Carl Ivan Danielsson och där tjänstgjorde under honom attachén Per Anger. Språklektorn Valdemar Langlet var oavlönad kulturattaché och arbetade även under beskydd av legationen som Svenska Röda korsets delegerade tillsammans med hustrun Nina Langlet. Sommaren 1944 förstärktes legationen med Raoul Wallenberg och hösten 1944 med konsuln Lars G:son Berg.
Omfattande verksamhet organiserades av legationen och Svenska Röda korsets delegation, liksom av den schweiziska legationen och den påvlige nuntien för att rädda judar från det tyska SS och senare i krigets slutskede också från ungerska pilkorsare, bland annat med skyddspass.
Av Sveriges legationspersonal tilldelades efter andra världskriget Raoul Wallenberg,  Valdemar Langlet, Per Anger, Ivan Danielsson och Lars G:son Berg den israeliska utmärkelsen Rättfärdig bland folken.
Legationen låg vid Minerva utca 3b, XI distriktet, på  Gellértberget på Buda-sidan. Den plundrades av pilkorsarna julafton 1944 och förstördes senare i februari 1945 vid slutstriderna vid Röda arméns befrielse av Buda-sidan.

## Se vidare
- Förintelsen i Ungern